# Lonnie Kluttz
Lonnie Gene Kluttz (17 settembre 1945 – 16 febbraio 2021) è stato un cestista statunitense, professionista nella ABA.

## Carriera
Venne selezionato dai Chicago Bulls al sesto giro del Draft NBA 1970 (96ª scelta assoluta).
Giocò brevemente per i Carolina Cougars nella stagione ABA 1970-71.